# 메트로-2

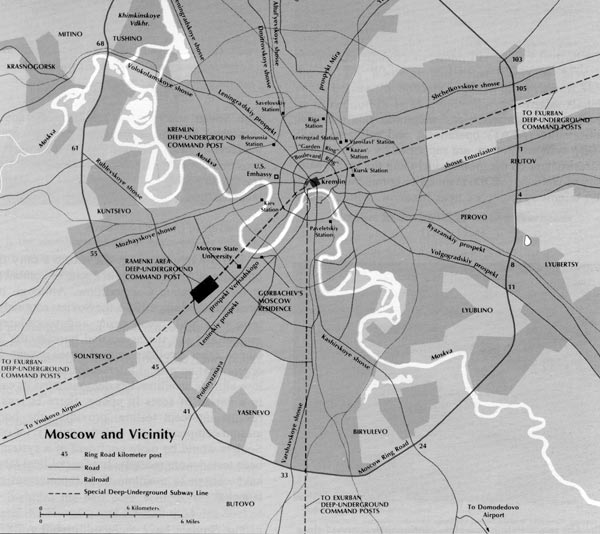
미국 중앙정보국에서 예상한 모스크바 메트로-2 노선 지도. 실선은 기존 모스크바 지하철, 점선은 추정되는 메트로-2.

메트로-2(러시아어: Метро-2)는 모스크바 지하철과 분리되어 비밀리에 존재하는 지하철을 가리키는 이름이다.
메트로-2는 스탈린 시대에 건설되었으리라고 추정되며, 국가보안위원회의 암호명 D-6을 가지고 있었다고 주장되지만 공식적인 존재는 오늘날까지도 인정되지 않고 있다.
메트로-2는 공식적으로 존재하지 않는 지하철이기 때문에 몇몇 사람들의 증언 또는 소문에 의존하고 있다. 가장 큰 소문은 모스크바 메트로-2 입구가 공식적인 지하철 역 문 뒤에 있다는 것인데, 이는 비밀 지하철을 만든 사람의 상식에도 어긋난다. 현재까지 알려진 바에 의하면, 모스크바 메트로-2와 모스크바 지하철 사이의 연결 통로는 특정한 역에 있으며, 철문 뒤에 있는 160m 정도의 통로를 따라가야 한다고 한다. 서드 레일 시스템을 사용하지 않기 때문에 일반적인 열차가 다니지 않는다.
메트로-2의 총 길이는 모스크바 지하철의 길이보다 더 길다는 설이 있으며, 4개의 노선이 있다. 지하 7층 정도의 깊이에 있는데, 이는 아마도 지하 방공호 및 핵 공격 대비를 위했을 것이다. 크렘린과 정부 전용 공항 등 정부에서 중요한 장소를 잇고 있다고 한다. 모스크바 메트로-2는 비상용 피난 통로의 역할을 하는 것을 첫 번째로 하며, 선로는 전 구간이 단선으로 되어 있다고 전해진다.

## 유래
이 전설이 내려오게 된 데에는 1950년대로 거슬러 올라간다. 2차 세계대전 종전 이후 냉전으로 미국과 소련은 대립을 하기 시작했는데, 각자가 핵을 가지게 되면서 서로에게 위협이 되기 시작한 것이다. 더군다나 당시 소련 사회 분위기를 본다면 그럴 개연성이 충분하다는 견해가 많았고, 아예 미국 CIA는 메트로-2의 설계도와 노선도까지 그려놓았을 정도다.

## 존재 가능성
현재 모스크바 지하철을 본다면 메트로-2의 존재 가능성을 추측해 볼 수 있는 증거는 꽤 있는 편이다. 애당초 모스크바 지하철 자체도 핵공격 등을 대비해서 깊게 건설한 편이고, 모스크바 지하철 9호선의 세바스토폴스카야 역 등 일부 전철역 등에서 복층 구조를 가지고 있는데다가 열차 주행 중 중간에 본선에서 이탈해서 다른 쪽으로 빠지는 선로가 있다는 증언들이 있어서 더욱 더 의혹이 커지고 있다.